# Francesco Cavalli
Pier Francesco Cavalli (Crema, 14 de febrero de 1602 - Venecia, 14 de enero de 1676) fue un compositor, organista y cantante italiano. Fue, junto a Monteverdi, el compositor de ópera más importante del siglo XVII.

## Vida

### Infancia y juventud (1602-1630)
Cavalli recibió las primeras lecciones musicales de su padre, Giovanni Battista Caletti. Era un niño soprano inusualmente dotado para la música, que cantaba en el coro de la catedral de su ciudad. La dulzura de su voz y su talento musical llegaron a oídos de Federico Cavalli, gobernador veneciano de Crema desde 1614 hasta 1616, el cual, con cierta dificultad, persuadió a Caletti para que le dejara llevarse a su hijo a Venecia al final de su mandato. Bajo la protección de Federico Cavalli, cuyo apellido adoptó más tarde, Francesco entró en la Capilla de San Marcos de Venecia el 18 de diciembre de 1616, contratado como soprano con un salario anual de 80 ducados. Su voz debió cambiar casi de inmediato, pero no se le nombra como tenor hasta el 1 de febrero de 1627. El 1 de enero de 1635 su salario se elevó a 100 ducados. Durante los primeros años en San Marcos el maestro de coro y director de la catedral fue Monteverdi, con quien mantuvo una estrecha relación. Allí también coincidió con Giovanni Rovetta y varios compositores y cantantes de su tiempo. La amplitud de la vida musical en Venecia en su juventud se puede vislumbrar en Ghirlanda sacra, una antología de motetes a solo de 26 compositores, la mayoría de ellos venecianos, que incluye el primer trabajo conocido de Cavalli.
Asimismo, Cavalli trabajó como organista en la iglesia de San Giovanni e Paolo, una posición más distinguida que la de cantante en San Marcos, aunque no tan bien pagada. Recibió el nombramiento el 18 de mayo de 1620, momento en el que vivía en la casa del noble Alvise Mocenigo, y se le dio un salario de 30 ducados al año. Complementó además su renta tocando y cantando en las fiestas de la iglesia. Su participación en la celebración del día del Santo Patrón, en la Scola di San Rocco en 1627 por 26 liras (unos cuatro ducados), la organización de la música de Pentecostés en la Chiesa dello Spirito Santo, en 1637, y su intervención como organista en Santa Caterina en 1646 son ejemplos de lo que probablemente fue la actividad de un trabajador autónomo.

### Etapa de madurez (1630-1662)
Cavalli fue despedido de San Giovanni e Paolo el 4 de noviembre de 1630, donde se supo que no tocaba el órgano desde la anterior Cuaresma. Su salida de este puesto se debió, muy probablemente, a su matrimonio el 7 de enero de 1630 con María Sozomeno, sobrina del obispo de Pula y viuda de Alvise Schiavina. María aportó una dote de más de 1200 ducados, junto con una considerable cantidad de tierra y otros capitales. Este ventajoso matrimonio dio a Cavalli cierto grado de independencia financiera y puede explicar su aversión a los viajes y su buena voluntad para invertir en proyectos de ópera. En esta época comenzó a utilizar el nombre de su primer mecenas: Cavalli. Su primera aria conservada se atribuye a “Francesco Bruni detto il Cavalli”, mientras que el motete O quam suavis está firmado con el nombre de "Francesco Cavalli”, aunque en los documentos oficiales aparece casi siempre como "Francesco Caletti detto il Cavalli”.
Cavalli ganó el concurso para el puesto de segundo organista en San Marcos el 23 de enero de 1639, tras la muerte de Giovanni Pietro Berti, y recibió un salario de 140 ducados al año, aumentando en etapas hasta el máximo de 200 en 1653. No es de extrañar que cuando Monteverdi murió en 1643 Giovanni Rovetta recibiera el cargo de maestro de capilla en lugar de Cavalli, pero la designación de Massimiliano Neri como primer organista en 1644 es más desconcertante. Cavalli fue el organista principal de todo el período, fuera cual fuera su título, ya que él recibió un salario superior al de Neri, y su trabajo fue muy elogiado por los visitantes, colaboradores y propagandistas. En 1647 Pablo Hainlein lo comparó con Frescobaldi. Ziotti, en 1655,  comentó que "verdaderamente en Italia no tiene igual" como cantante, organista y compositor. La fecha que tradicionalmente se ha dado de su ascenso a primer organista es el 11 de enero de 1665, aunque esto debió haber sido un ajuste administrativo tras la salida de Neri.
Cavalli debutó como compositor de ópera el día después de su elección como organista en San Marcos. El 14 de abril, fue cofirmante de un acuerdo para crear la 'Accademie in musica' en el Teatro San Cassiano, primer teatro de ópera de la historia. Por otro lado, la mayoría de las óperas de Cavalli durante la década de 1640 fueron de libretos de Giovanni Faustini. Su ópera Egisto (1643) disfrutó de un gran éxito como parte del repertorio de las compañías de viaje, que jugaron un papel decisivo en la difusión de la ópera en Italia en el modelo organizativo de la commedia dell'arte, que se llevó a cabo incluso en París (1646) y, posiblemente, en Viena. Tras la muerte de Faustini, en diciembre de 1651, trabajó para el Teatro di San Giovanni e Paolo en colaboración con el libretista Nicolò Minato, que también fue su abogado. Cavalli, junto a Balbi, contribuyó también a la instalación de una ópera estable en Nápoles, donde en 1650 y 1651 se representaron Didone, Giasone y Egisto así como una versión de L'incoronazione di Poppea. Desde 1647 hasta su muerte Cavalli alquiló una casa en el Gran Canal de Sebastian Michiel por 108 ducados al año. Su esposa murió en 1652 y no tuvieron hijos. Veremonda se estrenó en Nápoles a finales de 1652 y en 1653 Orione fue interpretada en Milán para celebrar la elección de Fernando IV, rey de los romanos.
Tras el Tratado de los Pirineos entre Francia y España en 1659, el primer ministro francés, el cardenal Mazarino, trazó planes para la celebración de la boda de Luis XIV con María Teresa, hija del rey de España. Mazarino decidió montar una ópera italiana, con la ayuda de músicos importados. A propuesta de Atto Melani, se le pidió a Cavalli que la compusiera, pero reaccionó con cierta vacilación. En su carta del 22 de agosto de 1659 a Francesco Buti, Cavalli objetó por razones de edad, por la obligación y la aversión a los viajes y por la reducción de la oferta salarial original. Buti propuso a Cesti como sustituto, pero Mazarino utilizó con éxito al embajador francés en Venecia para garantizar la aceptación de Cavalli. Finalmente, Cavalli se fue a Francia en abril o mayo de 1660 con un séquito de cinco personas, incluyendo dos cantantes de San Marcos, la soprano Caliari Giovanni (o Calegari), el tenor Juan Antonio Poncelli, y un niño, Giacomo da Murano, que pudo haber sido su copista.
En julio llegaron a París pero se encontraron con que el teatro todavía no estaba terminado. Cavalli pasó casi dos años en París y probablemente compuso la ópera Ercole amante durante sus primeros 12 meses en Francia. La muerte de Mazarino el 9 de marzo de 1661 marcó el principio del fin de la preeminencia cultural italiana en la corte, pero si la música de Cavalli no se apreció cuando Ercole amante se estrenó el 7 de febrero de 1662, fue porque nadie podía escucharlo, debido a la mala acústica del teatro. El embajador veneciano Grimani informó de que "…la música era muy buena y la adecuada; debido a la inmensidad del teatro no pudo ser disfrutada, pero en los ensayos en el palacio siempre salió muy bien y con la completa satisfacción del rey y de la corte. El espectáculo duró seis horas y tuvo ballets incluidos por Lully, en los que el rey, la reina y otros miembros de la corte bailaron”.

### Últimos años. El regreso a Venecia (1662-1676)
En el verano de 1662 Cavalli regresó a Venecia, donde retomó sus funciones como organista. Cavalli había dejado en Venecia un incumplimiento de contrato de óperas con Marco Faustini, pero en una carta del 8 de agosto, declaró que había dejado Francia con la decisión de no volver a trabajar para el teatro. Esta declaración ha sido interpretada como el reflejo de la desilusión por la recepción de Ercole amante en Francia, pero es posible que también refleje la gran recompensa financiera que recibió de la corte francesa (incluyendo un anillo de diamantes), lo que le habría liberado de cualquier necesidad de ganarse la vida mediante la composición de óperas. Después de su estancia en Francia su vida se centró más en San Marcos que en los teatros. El 20 de noviembre de 1668 relevó a Rovetta como maestro de capilla y se mantuvo en el cargo hasta su muerte, lo que confirma su atención a la música de iglesia.
Cavalli murió en 1676 y fue enterrado en la iglesia de San Lorenzo junto a sus hermanas Caterina Diambra y Cecilia, y junto a su mujer y su tío. Antes de morir elaboró una Misa de réquiem que se interpretó en sus ritos funerarios por el nuevo maestro de capilla. Dos veces al año a partir de entonces el réquiem de Cavalli para dos coros fue cantado por la Capilla de San Marcos. Un elemento importante que dejó en herencia fue su colección de partituras de ópera, que dio a Caliari, a quien había criado y entrenado. Poco tiempo después estas partituras pasaron a la colección de Contarini. Cavalli no tenía herederos directos y dejó el resto de su patrimonio a las monjas de San Lorenzo, con las que él y su esposa habían tenido durante mucho tiempo una estrecha relación.

## Obra

### Catálogo de música sacra
- Musiche sacre concernenti messa, e salmi concertati con istromenti, imni, antifone et sonate (Venecia, 1656).
- Messa, 8vv, 2 vn, vc, otros instrumentos ad libitum ed. R. Leppard (Londres, 1966).
- Alma redemptoris mater, 2 S, A, T, B, ed. B. Stäblein, Musica divina, iv (Regensburg, 1950).
- Ave maris stella, A, T, B.
- Ave regina caelorum, T, B, ed. B. Stäblein, Musica divina, i (Regensburg, 1950).
- Beatus vir, A, T, B, 2 vn, vc.
- Confitebor tibi Domine, 8vv, 2 vn, vc
- Credidi, 2 S, A, T, B, 2 vn, vc
- Deus tuorum militum, A, T, B, 2 vn, vc
- Dixit Dominus, 8vv, 2 vn, vc, other insts ad lib
- Domine probasti, S, A, B, 2 vn, vc
- Exultet orbis, 4vv, 2 vn, vc
- In convertendo, 2 S, A, T, B
- Iste confessor, 2 S, 2 vn, vc
- Jesu corona virginum, A, T, B, 2 vn, vc
- Laetatus sum, A, T, B, 2 vn, 3 va, ed. R. Leppard (London, 1969)
- Lauda Jerusalem, 8vv, 2 vn, vc, other insts ad lib
- Laudate Dominum, 8vv, 2 vn, vc, ed. R. Leppard (London, 1969)
- Laudate pueri, 2 S, A, T, B, 2 vn, vc
- Magnificat, 8vv, 2 vn, vc, other insts ad lib, ed. R. Leppard (London, 1969)
- Nisi Dominus, 4vv, 2 vn, vc
- Regina caeli, A, T, B, ed. B. Stäblein, Musica divina, ii (Regensburg, 1950)
- Salve regina, A, 2 T, B, ed. B. Stäblein, Musica divina, iii (Regensburg, 1950)
- Canzoni [sonate] a 3, 4, 6, 8, 10, 12; a 6 y a 12 ed. R. Nielsen (Bologna, 1955)
- Vesperi, 8vv, bc (Venice, 1675)
- Vespero della B.V. Maria: Dixit Dominus; Laudate pueri; Laetatus sum; Nisi Dominus; Lauda Jerusalem; Magnificat. ed. G. Piccioli (Milan, 1960); ed. F. Bussi (Milan, 1995)
- Vespero delle domeniche: Dixit Dominus; Confitebor; Beatus vir; Laudate pueri; In exitu Israel; Laudate Dominum; Credidi; In convertendo; Domine probasti; Beati omnes; De profundis; Memento; Confitebor angelorum; Magnificat, ed. G. Piccioli (Milan, 1960); all ed. F. Bussi (Milan, 1995)
- Vespero delle cinque Laudate ad uso della cappella di S Marco: Laudate pueri; Laudate Dominum laudate eum; Lauda anima mea; Laudate Dominum quoniam bonus; Lauda Jerusalem; Magnificat, ed. G. Piccioli (Milan, 1960); all ed. F. Bussi (Milan, 1995)
- Cantate Domino, 1v, bc, 16252; ed. F. Vatielli, Antiche cantate spirituali (Turin, 1922)
- O quam suavis, 1v, bc, 16453
- Magnificat, 6vv, 2 vn, bc, 16505; ed. F. Bussi (Milan, 1988)
- In virtute tua, 3vv, bc, 16561
- O bone Jesu, 2vv, bc, 16561
- Plaudite, cantate, 3vv, bc, 16561
- Missa pro defunctis [Requiem], 8vv, bc, D-Bsb, Dlb; ed. F. Bussi (Milan, 1978)

### Catálogo de óperas
| Año  | Obra                                       | Libretista      |
| ---- | ------------------------------------------ | --------------- |
| 1639 | Le nozze di Teti e di Peleo                | O. Persiani     |
| 1640 | Gli amori d'Apollo e Dafne                 | G.F. Busenello  |
| 1641 | La Didone                                  | -               |
| 1642 | Amore innamorato (perdida)                 | G.B. Fusconi    |
| 1642 | La virtù de' strali d'Amore                | G. Faustini     |
| 1643 | L'Egisto                                   | G. Faustini     |
| 1644 | L'Ormindo                                  | G. Faustini     |
| 1645 | La Doriclea                                | G. Faustini     |
| 1645 | Il Titone (perdida)                        | G. Faustini     |
| 1649 | Giasone                                    | G.A. Cicognini  |
| 1649 | L'Euripo (perdida)                         | G. Faustini     |
| 1650 | L'Orimonte                                 | N. Minato       |
| 1651 | L'Oristeo                                  | G. Faustini     |
| 1651 | La Rosinda                                 | G. Faustini     |
| 1651 | La Calisto                                 | G. Faustini     |
| 1652 | L'Eritrea                                  | G. Faustini     |
| 1652 | Veremonda, l'amazzone di Aragona (Nápoles) | G. Strozzi      |
| 1653 | L'Orione (Milán)                           | F. Melosio      |
| 1654 | Il Ciro                                    | G.C. Sorrentino |
| 1655 | Il Xerse                                   | N. Minato       |
| 1656 | La Statira, principessa di Persia          | G.F. Busenello  |
| 1656 | L'Erismena                                 | A. Aureli       |
| 1657 | L'Artemisia                                | N. Minato       |
| 1658 | L'Hipermestra (Florencia)                  | G.A. Moniglia   |
| 1659 | L'Antioco (perdida)                        | N. Minato       |
| 1660 | L'Elena                                    | N. Minato       |
| 1662 | L'Ercole amante (Paris)                    | F. Buti         |
| 1664 | Scipione Africano                          | N. Minato       |
| 1665 | Il Mutio Scevola                           | N. Minato       |
| 1666 | Il Pompeo Magno                            | N. Minato       |
| 1668 | L'Eliogabalo (no estrenada)                | A. Aureli       |
| 1669 | Coriolano (Piacenza) (perdida)             | C. Ivanovich    |
| 1673 | Massenzio (no estrenada y perdida)         | G.F. Bussani    |